# کالیدو کولیبالی
کالیدو کولیبالی (انگلیسی: Kalidou Koulibaly؛ زادهٔ ۲۰ ژوئن ۱۹۹۱ یک بازیکن فوتبال است که در پست مدافع میانی برای باشگاه فوتبال الهلال عربستان  بازی می‌کند.
کولیبالی در سال ۲۰۱۰ فوتبال خود را در تیم فرانسه ای متس آغاز کرد و سپس در سال ۲۰۱۲ به بلژیک رفت و به تیم خنک پیوست و در اولین سال با این تیم توانست قهرمان جام حذفی فوتبال بلژیک شود و در سال ۲۰۱۴ به باشگاه فوتبال ناپولی پیوست. با این تیم قهرمان کوپا ایتالیا و سوپر جام فوتبال ایتالیا شود. دین کولیبالی اسلام و به مذهب سنی اعتقاد دارد.

## سابقه ملی
از آنجایی که کولیبالی در فرانسه از پدر و مادری سنگالی به دنیا آمد، وی واجد شرایط حضور در هر دو کشور در سطح بین‌المللی بود و در ابتدا برای تیم ملی زیر ۲۰ سال فرانسه بازی کرد. او بعداً در سال ۲۰۱۵ اولین بازی خود را برای بزرگسالان با سنگال انجام داد و هم‌اکنون کاپیتان تیم ملی فوتبال سنگال است.

## آمار ملی

### بازی‌های ملی
تا تاریخ ۲۹ ژانویه ۲۰۲۴
| سنگال | سنگال | سنگال | سنگال  |
| سال   | بازی  | گل    | پاس گل |
| ----- | ----- | ----- | ------ |
| ۲۰۱۵  | ۵     | ۰     | ۰      |
| ۲۰۱۶  | ۷     | ۰     | ۰      |
| ۲۰۱۷  | ۱۰    | ۰     | ۰      |
| ۲۰۱۸  | ۹     | ۰     | ۰      |
| ۲۰۱۹  | ۱۱    | ۰     | ۲      |
| ۲۰۲۰  | ۲     | ۰     | ۰      |
| ۲۰۲۱  | ۹     | ۰     | ۱      |
| ۲۰۲۲  | ۱۵    | ۱     | ۱      |
| ۲۰۲۳  | ۷     | ۰     | ۰      |
| ۲۰۲۴  | ۵     | ۰     | ۰      |
| مجموع | ۸۰    | ۱     | ۴      |

### گل‌های ملی
| شماره | تاریخ          | میزبان | بازی ملی | حریف    | نتیجه | رقابت              |
| ----- | -------------- | ------ | -------- | ------- | ----- | ------------------ |
| ۱     | ۲۹ نوامبر ۲۰۲۲ | الریان | ۶۷       | اکوادور | ۲–۱   | جام جهانی ۲۰۲۲ قطر |

## افتخارات

### خنک
- جام حذفی فوتبال بلژیک: ۲۰۱۲–۲۰۱۳[۲]

### ناپولی
- کوپا ایتالیا: ۲۰–۲۰۱۹[۳]
- سوپر جام فوتبال ایتالیا: ۲۰۱۴[۲]

### سنگال
- جام ملت‌های آفریقا: ۲۰۲۱ و نایب قهرمانی ۲۰۱۹[۴]